# Кастелрото (Кунео)
Кастелрото је насеље у Италији у округу Кунео, региону Пијемонт.
Према процени из 2011. у насељу је живело 711 становника. Насеље се налази на надморској висини од 182 м.